# 埃斯梅拉達斯 (厄瓜多爾)
埃斯梅拉達斯（西班牙語：Esmeraldas），意為「綠寶石」。是一座位于厄瓜多尔西北部的海滨城市，为埃斯梅拉达斯省首府和主要港口。
埃斯梅拉達斯人口245,100人（2008年），有大学、国际机场。机场有国际航班通航哥伦比亚的卡利。
0°57′N 79°40′W / 0.950°N 79.667°W